# Dieter Schütte
Dieter Schütte (* 4. Juni 1923 in Köln; † 8. Februar 2013 in Köln) war ein deutscher Verleger.

## Leben
Dieter Schütte wurde in eine Kölner Familie hineingeboren, sowohl Vater als auch Großvater waren Generaldirektoren des Kölnisch-Wasser-Fabrikanten 4711.
Schütte machte das Abitur am Gymnasium Kreuzgasse. Danach wurde er zum Wehrdienst eingezogen und war zum Ende des Zweiten Weltkrieges Oberleutnant der Marine.
Er absolvierte in Genf und Südfrankreich eine Ausbildung zum Parfümeur und studierte Chemie und Betriebswirtschaft. In der Folge begann er eine Ausbildung bei Dragoco in Holzminden, die aber vorzeitig beendet wurde, was seinen Eintritt bei 4711 verhinderte. Danach wurde er Teilhaber eines Metallwarenbetriebes.
Schütte heiratete 1950 Brigitte Neven DuMont aus der Kölner Verleger-Familie Neven DuMont. Aus der Ehe gingen drei Kinder hervor. Der erstgeborene Sohn Arthur starb als junger Mann bei einem Autounfall. 1957 wurde der gemeinsame Sohn Christian DuMont Schütte geboren. In zweiter Ehe, in der ebenfalls drei Kinder geboren wurden, war Dieter Schütte mit Ute Friedrichs verheiratet.
1960 wurde er persönlich haftender Gesellschafter des Verlages M. DuMont Schauberg. Seit Mitte der 60er Jahre arbeitete Schütte an der Seite von Alfred Neven DuMont und war von Oktober 1990 an Gesellschafter der GmbH und Kommanditist der KG sowie stellvertretender Aufsichtsratsvorsitzender. Nach seinem Ausscheiden 2003 gehörte Schütte dem Aufsichtsrat als Ehrenmitglied an.
Schütte war Mitglied im Wirtschaftsrat der CDU.
Er bemühte sich um die Kultur und Entwicklung seiner Heimatstadt und erhielt 1992 das Bundesverdienstkreuz 1. Klasse.